# Silverfläckpraktmal
Silverfläckpraktmal (Buvatina stroemella) är en fjärilsart som först beskrevs av Fabricius 1779.  Silverfläckpraktmal ingår i släktet Buvatina, och familjen Praktmalar. Enligt den svenska rödlistan är arten nära hotad i Sverige. Arten förekommer i Götaland, Gotland, Öland, Svealand och Nedre Norrland. Artens livsmiljö är skogslandskap, stadsmiljö, jordbrukslandskap.